# Josip Benac
Josip Benac (Mrkopalj, 1893. – 1961.), hrvatski katolički svećenik i pjesnik. 

## Životopis
Rodio se u Mrkoplju. U Senju je na sjemeništu studirao je filozofiju (1911. – 1912.) i teologiju (1913. – 1917.). Benčeve pjesme objavljene su u raznim vjerskim časopisima.